# تحالف الحرية الشعب الاتحادي
تحالف الحرية الشعب الاتحادي (بالتاميلية: ஐக்கிய மக்கள் சுதந்திரக் கூட்டணி)‏ هو حزب سياسي سريلانكي، أسس في 2004، يقع مقره في كولمبو، وقد تم تأسيسه بواسطة تشاندريكا كماراتونغا.

## أعضاء بارزون
- كود سباركل
- تحديث القائمة

- ماهيندا راجاباكشا
- مايتريبالا سيريسينا (2004 - )
- Sanath Jayasuriya
- Lakshman Kadirgamar
- Nimal Siripala de Silva
- Malini Fonseka
- M. K. A. D. S. Gunawardana
- Anura Priyadharshana Yapa
- ويمال ويراوانسا
- Duminda Dissanayake